# 스프레이 (게임 업체)
스프레이 (Spray)는 일본 성인 게임 메이커인 비주얼 아트에 속해 있는 보이즈 러브 게임의 게임 브랜드이다. 2000년 12월 12일 공식 사이트 설립.

## 작품 리스트
- 학원 헤븐
- 귀축 안경
- 피요탄
- 그리고 우리들은
- 최강 그이
- STEAL!
- 학원 헤븐 2

## 같이 보기
- 비주얼 아트